# 米塞林
米塞林或鹽酸米塞林(Mianserin)，又譯米安色林，是一種用於中枢神经系统的四環系抗鬱藥，屬於一種抗組織胺藥，有催眠作用，但抗胆碱作用(反副交感神經作用)幾乎沒有。米塞林是一種弱的降腎上腺素回升抑制劑，可強烈刺激降腎上腺素的釋出。此外，亦有發現其與中枢神经系统的血清素接收器相互作用。米塞林一般會在服用後一星期到三時期的時間內顯出其藥效。過往，這種藥在世界各地都有發售，但現時其市場地位已被米氮平(Mirtazapine)所取代。
米安色林是去甲肾上腺素再摄取的弱抑制剂，但是同时是去甲肾上腺素的强释放剂，其对α-2A、α-2c肾上腺素受体具有拮抗剂作用，对血清素能相关的5-HT2A、5-HT2C受体具有拮抗作用，对5-HT1F、5-HT2B、5-HT6受体具有粘滞剂作用，同时可拮抗5-HT7受体。对组胺H1受体具有拮抗作用。对钠依赖性多巴胺转运蛋白、多巴胺D3受体也具有粘滞剂作用。对k-阿片受体具有激动剂作用。
米塞林被發現能夠使秀麗隱桿線蟲(C. Elegans)的壽命延長30%；同樣的，在美國亦有研究發覺在服用米塞林的病者亦有類似的發現，這是由於米塞林可以增加大腦當中快樂幸福的感覺，進而可能增加長壽的機會。